# Shōō, Okayama
Shōō (japanska: 勝央町?, Shōō-chō) är en landskommun (köping) i Okayama prefektur i Japan.  